# (15620) Beltrami
(15620) Beltrami (2000 HQ14) – planetoida z grupy pasa głównego asteroid okrążająca Słońce w ciągu 3,78 lat w średniej odległości 2,42 j.a. Odkryta 29 kwietnia 2000 roku. Upamiętnia włoskiego matematyka Eugenio Beltramiego.